# Manuel de Adalid
Manuel de Adalid fue un músico hondureño. Su obra es romántica y pintoresquista.

## Datos personales
Manuel de Adalid y Gamero. Nació en Danlí, departamento de El Paraíso, el 8 de febrero de 1872 y falleció en Tegucigalpa, el 29 de marzo de 1947. Era hijo del Doctor Manuel Gamero Idiáquez y de Camila Moncada Lazo de Gamero, de niño mostró grandes aptitudes para la música y la medicina. Realizó sus estudios primarios terminaron en el colegio "La Enseñanza", después los continuó en el Instituto Nacional Central para Varones de la república de Guatemala, país donde sus padres emigraron.

## Obras

### Obras musicales
- Suite tropical.
- Una noche en Honduras

.
- "vals danlinense".

### Textos
- El arte de dirigir (1921).
- La música en Honduras.